# Monrose
Monrose fue un girl group alemán que fue criado en el noviembre de 2006. El grupo fue criado en la serie de televisión Popstars, y consistió tres cantantes:  Mandy Capristo, Senna Guemmour, y Bahar Kizil. El grupo firmó con el sello discográfico Starwatch Music y lanzó su primer álbum, Temptation, en el diciembre de 2006; este álbum fue un éxito en Europa Central con un total de más de 600.000 copias y produjo dos sencillos ("Shame" y "Even Heaven Cries").
Su segundo álbum Strictly Physical (que produjo el sencillo de número uno "Hot Summer") fue lanzado en septiembre de 2007; este álbum fue certificado como doble certificación de oro en el próximo año. Su tercer álbum "I Am" fue lanzado en el octubre de 2008, y su último álbum "Ladylike" (con el sencillo "Like a Lady") fue lanzado en el junio de 2010. En el noviembre de 2010, el grupo anunció que se disolvería en 2011.

## Discografía

### Álbumes de estudio
| 2006                                   | Temptation - Lanzamiento: 8 de diciembre de 2006 - Discográfica: Starwatch/Warner - Formatos: CD, descarga digital          | 1  | 1  | 1  | 5  | - GER: 2× Platino - AUT: Platino - SWI: Platino |
| 2007                                   | Strictly Physical - Lanzamiento: 21 de septiembre de 2007 - Discográfica: Starwatch/Warner - Formatos: CD, descarga digital | 2  | 7  | 6  | 11 | - GER: Oro - AUT: Oro                           |
| 2008                                   | I Am - Lanzamiento: 26 de septiembre de 2008 - Discográfica: Starwatch/Warner - Formatos: CD, descarga digital              | 9  | 20 | 14 | 35 | - GER: Oro                                      |
| 2010                                   | Ladylike - Lanzamiento: 11 de junio de 2010 - Discográfica: Starwatch/Warner - Formatos: CD, descarga digital               | 10 | 26 | 25 | —  |                                                 |
| "—" denota que no entró en los charts. | |    |    |    |    |                                                 |

### Sencillos
| "Shame"                                                     | 2006 | 1  | 1  | 1  | 5  | - GER: 3× Oro - AUT: Oro | Temptation        |
| "Even Heaven Cries"                                         | 2007 | 6  | 17 | 19 | 21 |                          | Temptation        |
| "Hot Summer"                                                | 2007 | 1  | 1  | 1  | 6  | - GER: Oro - AUT: Oro    | Strictly Physical |
| "Strictly Physical"                                         | 2007 | 6  | 16 | 29 | 24 |                          | Strictly Physical |
| "What You Don't Know"                                       | 2007 | 6  | 16 | 34 | 23 |                          | Strictly Physical |
| "Strike the Match"                                          | 2008 | 10 | 16 | 11 | 34 |                          | I Am              |
| "Hit 'n' Run"                                               | 2008 | 16 | 29 | 55 | 78 |                          | I Am              |
| "Why Not Us"                                                | 2008 | 27 | 53 | —  | —  |                          | I Am              |
| "Like a Lady"                                               | 2010 | 9  | 9  | 13 | 31 |                          | Ladylike          |
| "This Is Me"                                                | 2010 | 22 | 28 | —  | —  |                          | Ladylike          |
| "Breathe You In"                                            | 2010 | 60 | —  | —  | —  |                          | Ladylike          |
| "—" denota que no entró en los charts o que no fue lanzado. |      |    |    |    |    |                          |                   |